# Yonval
Yonval – miejscowość i gmina we Francji, w regionie Hauts-de-France, w departamencie Somma.
Według danych na rok 2011 gminę zamieszkiwało 240 osób, a gęstość zaludnienia wynosiła 61 osób/km² (wśród 2293 gmin Pikardii Yonval plasuje się na 788. miejscu pod względem liczby ludności, natomiast pod względem powierzchni na miejscu 971.).